# Tsubaki Miki
Pour les articles homonymes, voir Miki.
Tsubaki Miki (三木 つばき, Miki Tsubaki), née le 1er juin 2003 à Hakuba, est une snowboardeuse japonaise spécialisée dans les épreuves de slalom parallèle. Elle devient championne du monde du slalom géant parallèle en 2023.

## Palmarès

### Championnats du monde
- Championnats du monde 2023 à Bakouriani (Géorgie) :
  -  Médaille d'or en slalom géant parallèle.
- Championnats du monde 2025 à Engadine (Suisse) :
  -  Médaille d'or en slalom parallèle.
  -  Médaille d'argent en slalom géant parallèle.

### Coupe du monde
- 1 gros globe de cristal :
  - Vainqueur du classement parallèle en 2025.
- 2 petits globe de cristal :
  - Vainqueur du classement slalom parallèle en 2025.
  - Vainqueur du classement slalom géant parallèle en 2025.
- 23 podiums dont 7 victoires.

#### Détails des victoires
| Épreuve / Édition | Slalom parallèle | Slalom géant parallèle |
| ----------------- | ---------------- | ---------------------- |
| 2021-2022         | Piancavallo      |                        |
| 2023-2024         |                  | Rogla Krynica-Zdrój    |
| 2024-2025         | Yanqing Davos    | Rogla Krynica-Zdrój    |